# Axel Rydin
Axel Valentin Rydin (ur. 14 lutego 1887 w Linköping, zm. 31 maja 1971 w Norrköping) – szwedzki żeglarz, olimpijczyk, zdobywca złotego medalu w regatach na letnich igrzyskach olimpijskich w 1920 roku w Antwerpii.
Na Letnich Igrzyskach Olimpijskich 1920 zdobył złoto w żeglarskiej klasie 40 m². Załogę jachtu Sif tworzyli również Tore Holm, Yngve Holm i Georg Tengwall.